# Кунчикар-Дарваза
Кунчикар-Дарваза (узб. Kunchiqar Darvoza / Кунчиқар Дарвоза) — посёлок городского типа, расположенный на территории Шахрисабзского района Кашкадарьинской области Республики Узбекистан.

Статус посёлка городского типа с 2009 года.